# Too
株式会社Too（トゥー）は、デザイン用品、出版・印刷、コンピュータ関連の機材・ソフトウェアなどの開発・製造・販売を行っている株式会社。会社のロゴにも採用されている.Tooの表記も見られる。

## 沿革
- 1919年（大正8年） - 東京都渋谷区にいづみや画材専門店として創業[3]
- 1950年（昭和25年） - 有限会社いづみやを設立[3]。
- 1970年（昭和45年） - 株式会社いづみやに改組[3]。
- 1992年（平成4年） - 株式会社Tooに商号を変更[3]。

## 本社
- 東京都港区虎ノ門三丁目4番7号 虎ノ門36森ビル

## その他
コピックの開発で知られる。DTP関連製品の販売、セミナー・講習会などもおこなっている。Tooは自社を「クリエイティブ市場の総合商社」と定義している。
代表取締役会長・石井栄一はニュージーランド初の本格ゴルフスパリゾートで五つ星を冠したMillbrookリゾートを創設したことで知られており、2016年にはニュージーランド政府より、ニュージーランド・メリット勲章を名誉受章者として授与された。